# Benkovačko Selo
Benkovačko Selo is een plaats in de gemeente Benkovac in de Kroatische provincie Zadar. De plaats telt 524 inwoners (2001).